# Pseudomiza conistica
Pseudomiza conistica là một loài bướm đêm trong họ Geometridae.